# 全日本高等学校吹奏楽大会in横浜
全日本高等学校吹奏楽大会in横浜（ぜんにほんこうとうがっこうすいそうがくたいかいいんよこはま）は、神奈川県横浜市で毎年開催されている日本の高校吹奏楽の大会である。

## 概要
1989年に静岡県浜松市で始まった「全日本高等学校選抜吹奏楽大会」の10周年を記念して、青森市文化会館で「全日本高等学校選抜吹奏楽大会10周年記念 全日本高等学校吹奏楽大会」として行われた。翌年、横浜市の協力の下、横浜みなとみらいホールで「第1回全日本高等学校吹奏楽大会in横浜」が開催された。全日本吹奏楽コンクール・選抜大会と並ぶ高校吹奏楽三大大会と呼ばれている。
横浜市が主催する「横浜音祭り」のプロジェクトの一環として、本大会開催時に「プロムナードコンサート」をクイーンズスクエア横浜 1Fクイーンズサークルにて開催。2013年から3年に1度のペースで開催される（第15回[2013年]、第18回[2016年]、第21回[2019年]、第24回[2022年]）。

## 各賞の紹介
※大会2日間を通して以下の賞が設けられる。
- 優勝（優勝旗）・文部科学大臣賞 - 大会を通じて最も聴衆に感動を与えた団体に授与する。
- 準優勝（遠山杯）- 大会を通じ、優勝に次ぐ感動を与えた団体に授与する。
- 横浜市長賞 - 第1日目、第2日目それぞれ最も聴衆に感動を与えられた団体に授与する。
- 横浜市会議長賞 - 第1日目、第2日目それぞれ横浜市長賞に次ぐ感動を与えた団体に授与する。

上記各賞のほか当日出場した団体全てを対象とし、上位より会長賞、理事長賞、審査員長賞、実行員委員長賞の各賞が与えられ、うち会長賞・理事長賞を受賞した団体には次回大会へのシード権が与えられる。
その他協賛団体の独自の観点より、JBA下谷賞、ヤマハ賞、バンドジャーナル賞、ロケットミュージック賞が贈られる。また、優勝団体には副賞としてジャンボメトロノームが贈られる。

## 開催会場・期日一覧
| 回 年度 | 会場                            | 日程                          |
| ------- | ------------------------------- | ----------------------------- |
| 1 1999  | 横浜みなとみらいホール 大ホール | 1999年8月28日(土)             |
| 2 2000  | パシフィコ横浜 国立大ホール     | 2000年11月12日(土)・13日(日)  |
| 3 2001  | パシフィコ横浜 国立大ホール     | 2001年11月10日(土)・11日(日)  |
| 4 2002  | 横浜みなとみらいホール 大ホール | 2002年8月31日(土)・9月1日(日) |
| 5 2003  | 神奈川県民ホール                | 2003年8月30日(土)・31日(日)   |
| 6 2004  | 神奈川県民ホール                | 2004年8月29日(土)・30日(日)   |
| 7 2005  | 神奈川県民ホール                | 2005年11月19日(土)・20日(日)  |
| 8 2006  | 神奈川県民ホール                | 2006年11月11日(土)・12日(日)  |
| 9 2007  | パシフィコ横浜 国立大ホール     | 2007年11月10日(土)・11日(日)  |
| 10 2008 | パシフィコ横浜 国立大ホール     | 2008年11月8日(土)・9日(日)    |
| 11 2009 | パシフィコ横浜 国立大ホール     | 2009年11月14日(土)・15日(日)  |
| 12 2010 | 横浜みなとみらいホール 大ホール | 2010年11月6日(土)・7日(日)    |
| 13 2011 | 横浜みなとみらいホール 大ホール | 2011年11月12日(土)・13日(日)  |
| 14 2012 | 横浜みなとみらいホール 大ホール | 2012年11月10日(土)・11日(日)  |
| 15 2013 | 横浜みなとみらいホール 大ホール | 2013年11月9日(土)・10日(日)   |
| 16 2014 | 横浜みなとみらいホール 大ホール | 2014年11月8日(土)・9日(日)    |
| 17 2015 | 横浜みなとみらいホール 大ホール | 2015年11月14日(土)・15日(日)  |
| 18 2016 | 横浜みなとみらいホール 大ホール | 2016年11月12日(土)・13日(日)  |
| 19 2017 | 横浜みなとみらいホール 大ホール | 2017年11月11日(土)・12日(日)  |
| 20 2018 | 横浜みなとみらいホール 大ホール | 2018年11月10日(土)・11日(日)  |
| 21 2019 | 横浜みなとみらいホール 大ホール | 2019年11月9日(土)・10日(日)   |
| 22 2020 | 横浜みなとみらいホール 大ホール | 2020年11月14日(土)・15日(日)  |
| 23 2021 | 神奈川県民ホール                | 2021年11月13日(土)・14日(日)  |
| 24 2022 | 横浜みなとみらいホール 大ホール | 2022年11月12日(土)・13日(日)  |
| 25 2023 | 横浜みなとみらいホール 大ホール | 2023年11月11日(土)・12日(日)  |

## 歴代優勝校・準優勝校
| 回 年度 | 優勝校                           | 準優勝校                     |
| ------- | -------------------------------- | ---------------------------- |
| 1 1999  |                                  |                              |
| 2 2000  | 柏市立柏高等学校                 | 東海大学付属高輪台高等学校   |
| 3 2001  | 柏市立柏高等学校                 |                              |
| 4 2002  | 東海大学附属静岡翔洋高等学校     | 天理高等学校                 |
| 5 2003  |                                  |                              |
| 6 2004  | 柏市立柏高等学校                 | 東海大学付属高輪台高等学校   |
| 7 2005  | 柏市立柏高等学校                 | 天理高等学校                 |
| 8 2006  | 柏市立柏高等学校                 | 天理高等学校                 |
| 9 2007  | 柏市立柏高等学校                 | 天理高等学校                 |
| 10 2008 | 天理高等学校                     | 柏市立柏高等学校             |
| 11 2009 | 柏市立柏高等学校                 | 天理高等学校                 |
| 12 2010 | 柏市立柏高等学校                 | 天理高等学校                 |
| 13 2011 | 柏市立柏高等学校                 | 天理高等学校                 |
| 14 2012 | 埼玉栄高等学校                   | 天理高等学校                 |
| 15 2013 | 柏市立柏高等学校                 | 東京都立杉並高等学校         |
| 16 2014 | 柏市立柏高等学校                 | 天理高等学校                 |
| 17 2015 | 柏市立柏高等学校                 | 東海大学付属高輪台高等学校   |
| 18 2016 | 柏市立柏高等学校                 | 東海大学付属高輪台高等学校   |
| 19 2017 | 柏市立柏高等学校                 | 東海大学付属高輪台高等学校   |
| 20 2018 | 柏市立柏高等学校                 | 大阪桐蔭高等学校             |
| 21 2019 | 東海大学付属高輪台高等学校       | 東京都立片倉高等学校         |
| 23 2021 | 柏市立柏高等学校                 | 大阪桐蔭高等学校             |
| 24 2022 | 東海大学菅生高等学校             | 大阪桐蔭高等学校             |
| 25 2023 | 柏市立柏高等学校                 | 埼玉県立伊奈学園総合高等学校 |
| 26 2024 | 聖カタリナ学園光ヶ丘女子高等学校 |                              |

## 備考
毎年、各支部から万遍なく出場校が選出されているが、47都道府県で唯一、香川県の高等学校は選ばれたことがない（2022年時点）。